# Lekkoatletyka na Światowych Wojskowych Igrzyskach Sportowych 2015 – bieg na 100 m mężczyzn
Bieg na 100 metrów mężczyzn – jedna z konkurencji biegowych rozegranych w dniach 4–6 października 2015 roku podczas 6. Światowych Wojskowych Igrzyskach Sportowych na kompleksie sportowym KAFAC Sports Complex w Mungyeongu.

## Terminarz
| Data                | Godzina (UTC-03:00) | Wydarzenie |
| ------------------- | ------------------- | ---------- |
| 4 października 2015 | 16:50               | Eliminacje |
| 5 października 2015 | 11:30               | Półfinały  |
| 6 października 2015 | 11:30               | Finał      |

## Rekordy
Tabela prezentuje rekord świata, a także rekord Igrzysk wojskowych (CSIM) przed rozpoczęciem mistrzostw.
|                                   | Zawodnik     | Wynik | Miejsce        | Data                  |
| --------------------------------- | ------------ | ----- | -------------- | --------------------- |
| Rekord świata                     | Usain Bolt   | 9,58  | Berlin         | 16 sierpnia 2009(dts) |
| Rekord Igrzyska wojskowych (CSIM) | Femi Ogunode | 10,07 | Rio de Janeiro | 21 lipca 2011(dts)    |

## Medaliści
| Złoto                    | Srebro              | Brąz                 |
| Barakat Al-Harthi · Oman | Reza Ghasemi · Iran | Aziz Ouhadi · Maroko |

## Wyniki

### Kwalifikacje
Awans: trzech najlepszych zawodników z każdego biegu (Q), plus 6 z najlepszymi czasami (q).
| Wyniki kwalifikacji | Wyniki kwalifikacji | Wyniki kwalifikacji               | Wyniki kwalifikacji          | Wyniki kwalifikacji | Wyniki kwalifikacji |
| Pozycja             | Bieg                | Zawodnik                          | Państwo                      | Czas                | Uwagi               |
| ------------------- | ------------------- | --------------------------------- | ---------------------------- | ------------------- | ------------------- |
| 1                   | 3                   | Reza Ghasemi                      | Iran                         | 10,28               | Q                   |
| 2                   | 6                   | Bruno de Barros                   | Brazylia                     | 10,32               | Q                   |
| 3                   | 3                   | Barakat Al-Harthi                 | Oman                         | 10,33               | Q                   |
| 4                   | 6                   | Naseib Salmein                    | Zjednoczone Emiraty Arabskie | 10,35               | Q                   |
| 5                   | 6                   | Serhij Smełyk                     | Ukraina                      | 10,36               | Q                   |
| 6                   | 4                   | Salem Eid Yaqoob                  | Bahrajn                      | 10,37               | Q                   |
| 7                   | 6                   | Mike Mokamba Nyang'au             | Kenia                        | 10,38               | q                   |
| 8                   | 2                   | Samuel Francis                    | Katar                        | 10,42               | Q                   |
| 9                   | 5                   | Delmas Obou                       | Włochy                       | 10,45               | Q                   |
| 10                  | 1                   | Aziz Ouhadi                       | Maroko                       | 10,49               | Q                   |
| 11                  | 2                   | Hassan Taftian                    | Iran                         | 10,50               | Q                   |
| 12                  | 4                   | Oh Kyong-soo                      | Korea Południowa             | 10,51               | Q                   |
| 13                  | 2                   | Grzegorz Zimniewicz               | Polska                       | 10,53               | Q                   |
| 14                  | 4                   | Dariusz Kuć                       | Polska                       | 10,54               | Q                   |
| 15                  | 1                   | Robert Hering                     | Niemcy                       | 10,55               | Q                   |
| 16                  | 5                   | Kim Min-kyun                      | Korea Południowa             | 10,60               | Q                   |
| 17                  | 3                   | Stanley del Carmen                | Dominikana                   | 10,60               | Q                   |
| 18                  | 6                   | Liaquat Ali                       | Pakistan                     | 10,67               | q                   |
| 19                  | 5                   | Mohamed Abdul Ladeef              | Sri Lanka                    | 10,69               | Q                   |
| 20                  | 6                   | Vidya Sagar                       | Indie                        | 10,69               | q                   |
| 21                  | 6                   | Muhammad Patoniah                 | Indonezja                    | 10,70               | q                   |
| 22                  | 1                   | Tony Kipruto Chirchir             | Kenia                        | 10,71               | Q                   |
| 23                  | 4                   | Eid Abdulla Al-Kuwari             | Katar                        | 10,71               | q                   |
| 24                  | 1                   | Damien Broothaerts                | Belgia                       | 10,76               | q                   |
| 25                  | 3                   | José Carlos Moreira               | Brazylia                     | 10,77               |                     |
| 26                  | 3                   | Teddy Tinmar                      | Francja                      | 10,78               |                     |
| 27                  | 5                   | Jyoti Sankar Debnath              | Indie                        | 10,80               |                     |
| 28                  | 1                   | Mayovanex de Oleo                 | Dominikana                   | 10,80               |                     |
| 29                  | 5                   | Steven Gugerli                    | Szwajcaria                   | 10,82               |                     |
| 30                  | 2                   | Anton Jeremy Graphenreed          | Stany Zjednoczone            | 10,83               |                     |
| 31                  | 2                   | Farrel Octaviandi                 | Indonezja                    | 10,84               |                     |
| 32                  | 2                   | Pascal Mueller                    | Szwajcaria                   | 10,86               |                     |
| 33                  | 2                   | Hakan Karacaoglu                  | Turcja                       | 10,88               |                     |
| 34                  | 4                   | Fabio Cerutti                     | Włochy                       | 10,92               |                     |
| 35                  | 4                   | Samir Al Riyami                   | Oman                         | 10,95               |                     |
| 36                  | 5                   | Abdourahim Haroun                 | Czad                         | 10,95               |                     |
| 37                  | 1                   | Noureddine Hadid                  | Liban                        | 11,01               |                     |
| 38                  | 3                   | Okan Kamis                        | Turcja                       | 11,05               |                     |
| 39                  | 5                   | Hussain Ghuloum Rustom Saleh Alba | Zjednoczone Emiraty Arabskie | 11,06               |                     |
| 40                  | 3                   | Dominique Shands                  | Stany Zjednoczone            | 11,12               |                     |
| 41                  | 4                   | Venislav Tsvetelyubov Nikolov     | Bułgaria                     | 11,53               |                     |
| 42                  | 5                   | Abdallah Islam                    | Palestyna                    | 11,58               |                     |
| -                   | 6                   | Emmanuel Bingu Chimdzeka          | Malawi                       | DNS                 |                     |
| -                   | 1                   | Pethias Barclays Gondwe Mdoka     | Malawi                       | DNS                 |                     |

### Półfinały
Awans: dwóch najlepszych zawodników z każdego biegu (Q), plus 2 z najlepszymi czasami (q).
| Pozycja | Bieg | Zawodnik              | Państwo                      | Czas  | Uwagi |
| ------- | ---- | --------------------- | ---------------------------- | ----- | ----- |
| 1       | 3    | Samuel Francis        | Katar                        | 10,49 | Q     |
| 2       | 2    | Bruno de Barros       | Brazylia                     | 10,52 | Q     |
| 3       | 3    | Hassan Taftian        | Iran                         | 10,54 | Q     |
| 4       | 1    | Barakat Al-Harthi     | Oman                         | 10,60 | Q     |
| 5       | 1    | Aziz Ouhadi           | Maroko                       | 10,60 | Q     |
| 6       | 1    | Reza Ghasemi          | Iran                         | 10,63 | q     |
| 7       | 2    | Delmas Obou           | Włochy                       | 10,66 | Q     |
| 8       | 3    | Salem Eid Yaqoob      | Bahrajn                      | 10,66 | q     |
| 9       | 3    | Oh Kyong-soo          | Korea Południowa             | 10,67 |       |
| 10      | 2    | Naseib Salmein        | Zjednoczone Emiraty Arabskie | 10,68 |       |
| 11      | 3    | Stanley del Carmen    | Dominikana                   | 10,73 |       |
| 12      | 2    | Mike Mokamba Nyang'au | Kenia                        | 10,76 |       |
| 13      | 3    | Dariusz Kuć           | Polska                       | 10,76 |       |
| 14      | 2    | Grzegorz Zimniewicz   | Polska                       | 10,79 |       |
| 15      | 2    | Eid Abdulla Al-Kuwari | Katar                        | 10,81 |       |
| 16      | 2    | Mohamed Abdul Ladeef  | Sri Lanka                    | 10,81 |       |
| 17      | 1    | Kim Min-kyun          | Korea Południowa             | 10,83 |       |
| 18      | 1    | Serhij Smełyk         | Ukraina                      | 10,85 |       |
| 19      | 2    | Robert Hering         | Niemcy                       | 10,85 |       |
| 20      | 3    | Vidya Sagar           | Indie                        | 10,94 |       |
| 21      | 1    | Liaquat Ali           | Pakistan                     | 11,02 |       |
| 22      | 1    | Tony Kipruto Chirchir | Kenia                        | 11,03 |       |
| 23      | 3    | Muhammad Patoniah     | Indonezja                    | 11,04 |       |
| 24      | 1    | Damien Broothaerts    | Belgia                       | 11,22 |       |

### Finał
| Pozycja | Tor | Zawodnik          | Państwo  | Czas  | Uwagi |
| ------- | --- | ----------------- | -------- | ----- | ----- |
| 01 !    | 3   | Barakat Al-Harthi | Oman     | 10,16 |       |
| 02 !    | 1   | Reza Ghasemi      | Iran     | 10,18 |       |
| 03 !    | 8   | Aziz Ouhadi       | Maroko   | 10,25 |       |
| 4       | 5   | Hassan Taftian    | Iran     | 10,27 |       |
| 5       | 6   | Bruno de Barros   | Brazylia | 10,29 |       |
| 6       | 4   | Samuel Francis    | Katar    | 10,33 |       |
| 7       | 7   | Delmas Obou       | Włochy   | 10,38 |       |
| 8       | 2   | Salem Eid Yaqoob  | Bahrajn  | 10,49 |       |